# کاظم رجبی
کاظم رجبی زاده میانه، وزنه‌بردار دسته فوق سنگین جانبازان و معلولان ایرانی است که عنوان قوی‌ترین مرد جهان در بازی‌های پارالمپیک پکن را دارد.
وی با بالای سر بردن وزنه ۲۶۵ کیلوگرمی به مقام قهرمانی و مدال طلای سیزدهمین دوره بازی‌های پارالمپیک ۲۰۰۸ پکن دست یافت.
او در بازی‌های پارالمپیک ۲۰۰۴ آتن با مهار وزنه ۲۴۲٫۵ کیلوگرمی صاحب مدال طلا شده بود، در جریان مسابقه پارالمپیک پکن رکورد خود در پارالمپیک را شکست.
کاظم رجبی علاوه بر قهرمانی در پارالمپیک، سه بار قهرمانی در پیکارهای جهانی، سه عنوان قهرمانی در سطح آسیا و چند قهرمانی در تورنمنت‌های بین‌المللی را هم در پرونده پرافتخار ورزشی خود لحاظ کرده‌است. کاظم رجبی برای آخرین بار در بازی‌های آسیایی گوانگجو در سال ۲۰۱۰ به روی صحنه رفت و پس از کسب مدال نقره از ورزش قهرمانی کناره‌گیری کرد. رجبی در اردوهای پارالمپیک لندن بعنوان سرپرست
در کنار تیم ملی وزنه‌برداری حضور داشت.